# Genota mitriformis
Genota mitriformis is een slakkensoort uit de familie van de Borsoniidae. De wetenschappelijke naam van de soort is voor het eerst geldig gepubliceerd in 1828 door Wood W..